# Roger Loyer
 Roger Loyer  va ser un pilot de curses automobilístiques i motociclistes francès que va arribar a disputar curses de Fórmula 1.
Roger Loyer va néixer el 5 d'agost del 1907 i va morir el 24 de març del 1988. Com a pilot de motos va ser campió de França de 250cc 1937 i de 350cc 1938.

## A la F1
Va debutar a la cursa que obria la cinquena temporada de la història del campionat del món de la Fórmula 1, la corresponent a l'any 1954, disputant el 17 de gener el GP de l'Argentina al Circuit Oscar Alfredo Galvez.
Roger Loyer va participar en aquesta única cursa puntuable pel campionat de la F1, no aconseguint cap punt pel campionat.

## Resultats a la Fórmula 1
| Any  | Equip          | Xassís  | Motor   | 1       | 2   | 3   | 4   | 5   | 6   | 7   | 8   | 9   | Posició | Punts |
| ---- | -------------- | ------- | ------- | ------- | --- | --- | --- | --- | --- | --- | --- | --- | ------- | ----- |
| 1954 | Equipe Gordini | Gordini | Gordini | ARG Ret | 500 | BEL | FRA | GBR | ALE | SUI | ITA | ESP | -       | 0     |

### Resum
| Curses: | Victòries: | Pòdiums: | Poles: | Voltes ràpides: | Punts: |
| ------- | ---------- | -------- | ------ | --------------- | ------ |
| 1       | 0          | 0        | 0      | 0               | 0      |